# エル・アル航空
エルアル航空（ヘブライ語: אל על, アラビア語: إل عال, 英語: EL AL Airlines）はイスラエルの国営航空会社。エルアル・イスラエル航空とも呼ばれる。

## 歴史
- 1948年9月、イスラエルの初代大統領ハイム・ワイツマンが、ジュネーブでの会議に出席した。政府機に乗ってイスラエルに帰国する予定だったが、当時イスラエルに課された禁輸措置により不可能だったため、イスラエルのC-54軍用輸送機が民間機に改造され、帰国便に使用した。この航空機には「エル・アル/イスラエル国営航空会社」のロゴが塗装され、エル・アル航空の初飛行となった。ただし、飛行後、航空機は再塗装され、軍用に再改造された[1]。
- 1948年11月15日に法人化され、イスラエルの国営フラッグ・キャリアとして創業した。
- 1949年2月、2機のDC-4をアメリカン航空から購入した。それ以前はリース航空機のみで運航していた。
- 1949年7月31日、パリへの国際線運航を開始した[2]。
- 1950年、カーチス C-46 コマンドーを使用し、貨物サービスを開始。
- 1950年ごろにはアメリカ、ウィーン、イスタンブール、アテネ、ニコシア、ロンドンに就航するなど、欧米へ路線網を拡大。
- 1950年代初頭、マジック・カーペット作戦、エズラ・ネヘミヤ作戦の一環として、イラン、イラク、イエメンから16万人以上の移民をイスラエルに空輸した。
- 1955年、ブリストル・ブリタニア航空機を2機購入した。
- 1960年、初の黒字化。
- 1960年、ナチスの戦犯アドルフ・アイヒマンが捕らえられ、アルゼンチンからイスラエルに輸送した[3]。
- 1968年7月23日、ローマからテルアビブに飛行していたボーイング707が、パレスチナ解放人民戦線によってハイジャックされるエル・アル426便ハイジャック事件が発生した。
- 1969年2月18日、チューリッヒ空港でパレスチナ人に機体を攻撃され、副操縦士が死亡し、パイロットが負傷した。
- 1971年、ボーイング747型機を購入し、ニューヨークへの直行便の運航を開始した。
- 1977年、チャーター便運航の子会社を設立。
- エジプト・イスラエル平和条約後の1980年4月、カイロに就航。
- 1990年1月、ノースアメリカン航空が、米国の目的地へのフィーダーサービスの提供を開始。
- 1991年、ソ連へのチャーター便を運航開始。
- 1991年にエチオピアから14,500人のユダヤ人難民を輸送したソロモン作戦において、民間航空機の最多乗客数の世界記録(747機で1,088人の乗客の単機記録)を樹立しました。
- 1994年4月27日、ボーイング747-400を導入[4]。
- 1995年に、アメリカン航空とコードシェア契約を締結した。
- 2000年、ボーイング777を導入。
- 2003年6月に、民営化が一部進行し、株式の15%がテルアビブ証券取引所に上場。
- 2010年10月、ジョン・F・ケネディ国際空港経由で、イスラエルと米国内61都市を結ぶ乗り継ぎ航空券をジェットブルーと提供開始[5]。
- 2015年、女性客室乗務員がハイヒールを履くという規則を導入したが、会社の労働組合は、この要件は客室乗務員の健康と安全を危険にさらすと述べ、組合員にこの規則を無視するよう指示した[6]。
- 2017年8月、ボーイング787の運航を開始。プレミアムエコノミーも導入した。
- 2019年7月、唯一の貨物機であるボーイング747-400F型機を退役させ、貨物専用便の運航を終了した[7]。
- 2020年3月、新型コロナウイルスのパンデミックが続いているため、営業を停止した。また、一部のボーイング787を、中国からヨーロッパに医療品を輸送するための貨物便に改造した。

## 特徴

### 厳重なセキュリティ
ユダヤ人国家である イスラエルが、アラブ系国家やテロ組織と対立しており、さらに過去に幾度もハイジャックやテロの対象となっているため、安全対策やセキュリティチェックが非常に厳格に行われている。地上でも機内でも非常に厳格なセキュリティチェックが行われているため、「世界で最も安全な航空会社」や「世界で最も厳しい航空会社」とされている。
一般的な航空会社のチェックインが概ね出発の2-3時間前までなのに対して、エル・アル航空は3-4時間前までにチェックインしなければならない。チェックイン前には、まず専門係員による質問が行われる。係員は、荷物、航空券の取得方法、渡航目的など質問し、辻褄が合っていて回答に不審な点がないか、その人物がテロリストに利用されている可能性は無いかなどを判断する。同時に、シャバックやFBIなどの危険人物リストと照合するとされる。係員による質問は、基本的に英語またはヘブライ語で行われるが、外国人乗客用に、その他の言語で記載された質問表も用意されている。乗客の荷物は、搭乗前に別室で一旦開け、一つ一つを金属探知機で検査し、火薬反応も調べる。これらの厳しい検査は、同盟国の政府関係者であろうと全員に実施される。
2002年にケニアのモンバサでエル・アル航空機が地対空ミサイルで狙われた事件を受け、赤外線ホーミングの地対空ミサイルを避けるための装置「フライト・ガード（ミサイル警報・妨害装置）」が全機に装備されている。また、エル・アル航空機は特別に強化された床・壁となっており、貨物室は耐爆構造になっていると言われている。また、パイロットのほとんどがイスラエル空軍の出身である。なお、コックピットへのドアは二重となっており、それぞれ暗号コードが合わないと開かない仕組みになっているが、二枚目のドアを開けられるのは機長と副操縦士だけである。
このような厳重で何重にも行われる安全対策の甲斐もあって、多くのハイジャック未遂やテロ攻撃の標的となってきたが、エル・アルのフライト・ハイジャックは歴史上1件しかなく、人命の損失なしに終わった。

## 保有機材

### 運用機材
イスラエルとアメリカとの深い交流を背景に、歴史上、保有機のほとんどが米国製機材、特にボーイング社製機材で占められている。ボーイング製航空機の顧客番号（カスタマーコード）は58で、航空機の型式名は747-458、777-258ERなどとなる。前述のミサイル防衛システムのフライトガード装備などもあり中古機だと改修受取まで時間がかかることもあり新造機も比較的多い。
2024年6月に約30機のボーイング737MAXについて、ボーイングおよび航空機リース会社と独占交渉を行うと発表。
| ボーイング737-800    | 14 | -  | 16   | -    | 150  | 166  | 737MAXに置き換え予定                    |
| ボーイング737-800    | 6  | -  | -    | -    | 189  | 189  | 子会社であるサンドールによって運航      |
| ボーイング737-900ER  | 8  | -  | 16   | -    | 156  | 172  |                                         |
| ボーイング737-8 MAX  | -  | 20 | 未定 | 未定 | 未定 | 未定 | 11機のオプション付き 2028年より納入予定 |
| ボーイング777-200ER  | 5  | -  | 28   | 32   | 253  | 313  |                                         |
| ボーイング787-8      | 4  | -  | 20   | 35   | 183  | 238  |                                         |
| ボーイング787-9      | 12 | 3  | 32   | 35   | 204  | 271  | 6機のオプション付き                     |
| ボーイング787-9      | 1  | 3  | 30   | -    | 263  | 293  | 6機のオプション付き                     |
| 貨物用機材           |    |    |      |      |      |      |                                         |
| ボーイング737-800BCF | 1  | -  | 貨物 | 貨物 | 貨物 | 貨物 |                                         |
| 計                   | 51 | 23 |      |      |      |      |                                         |

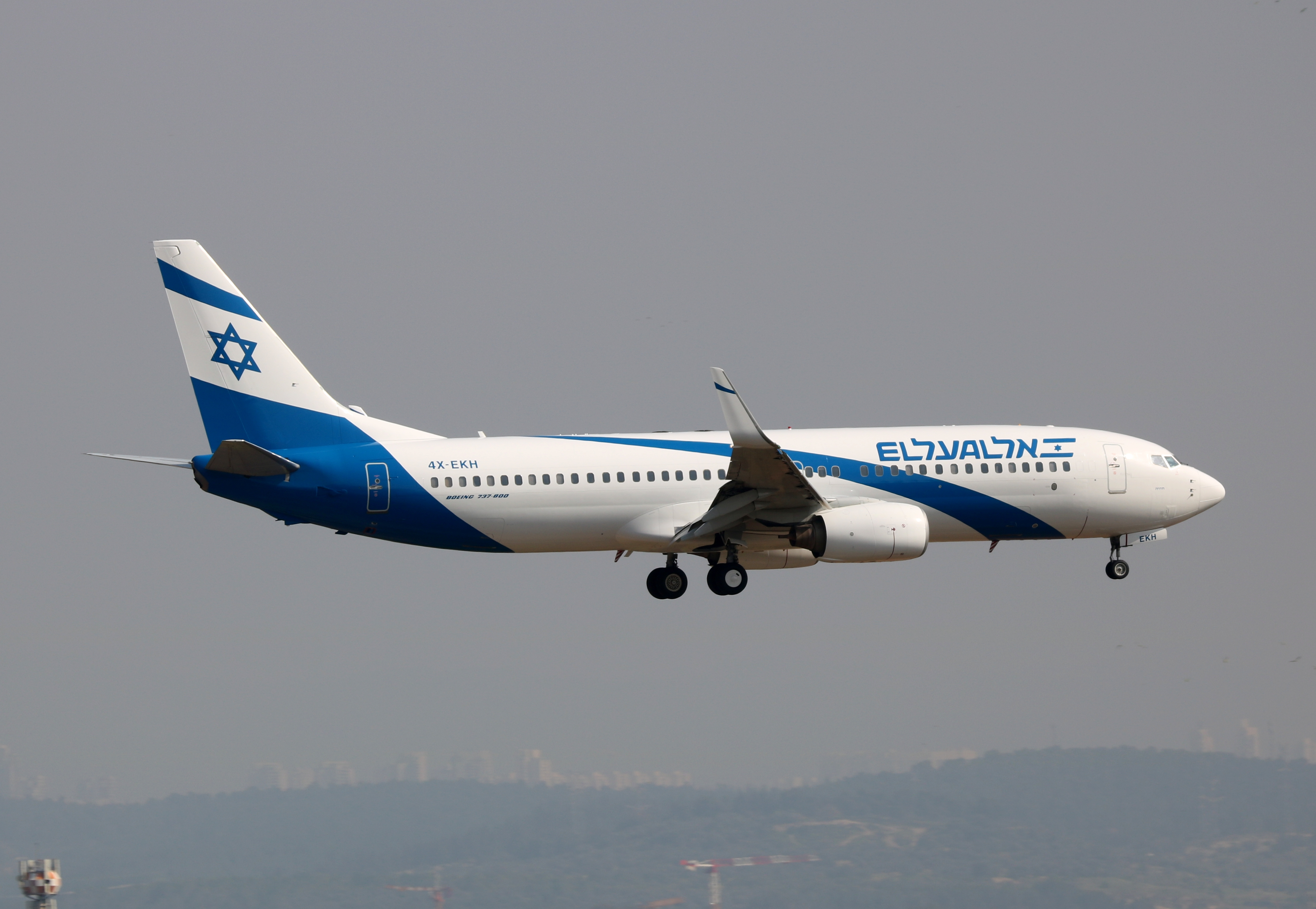
ボーイング737-800（新塗装）
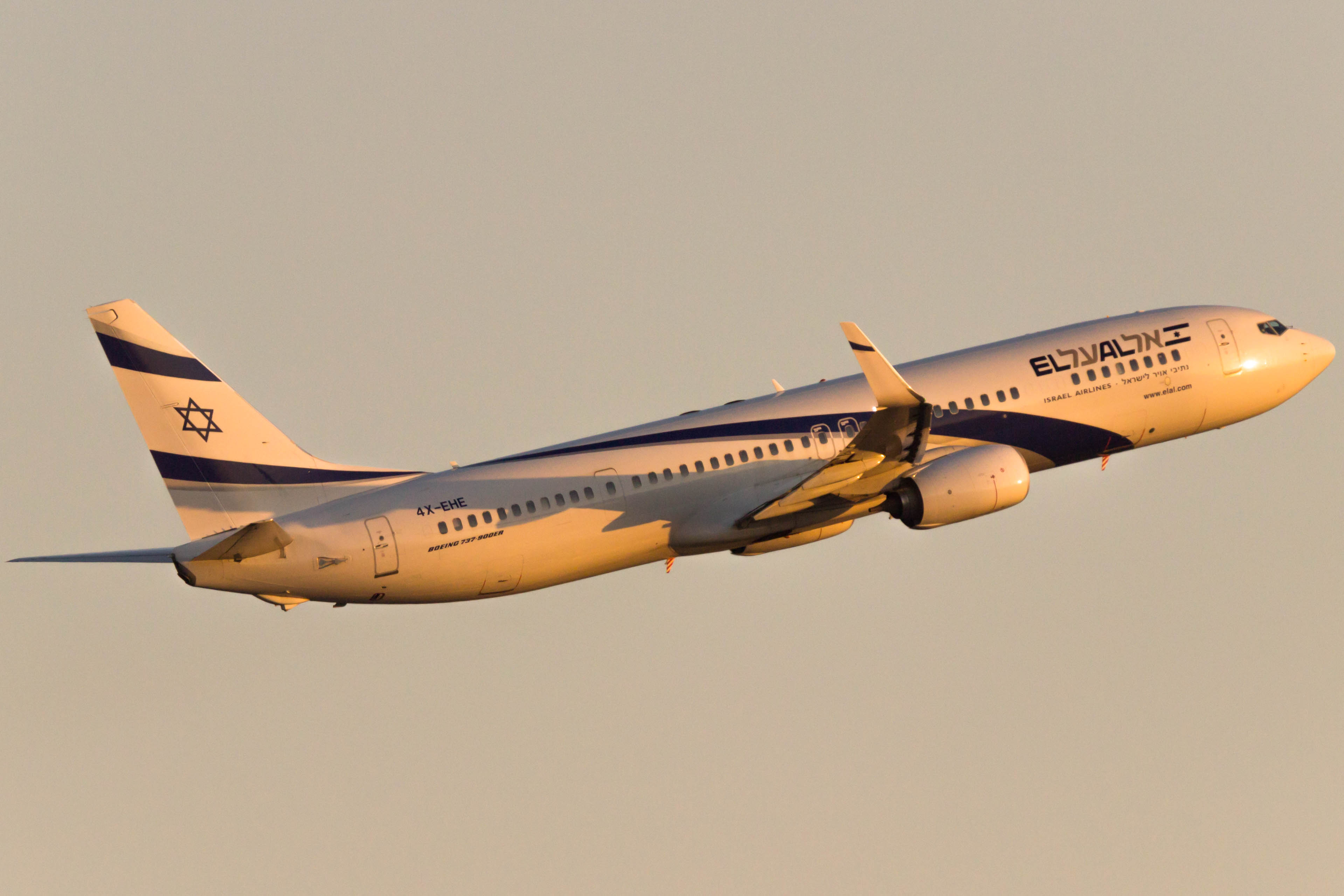
ボーイング737-900ER
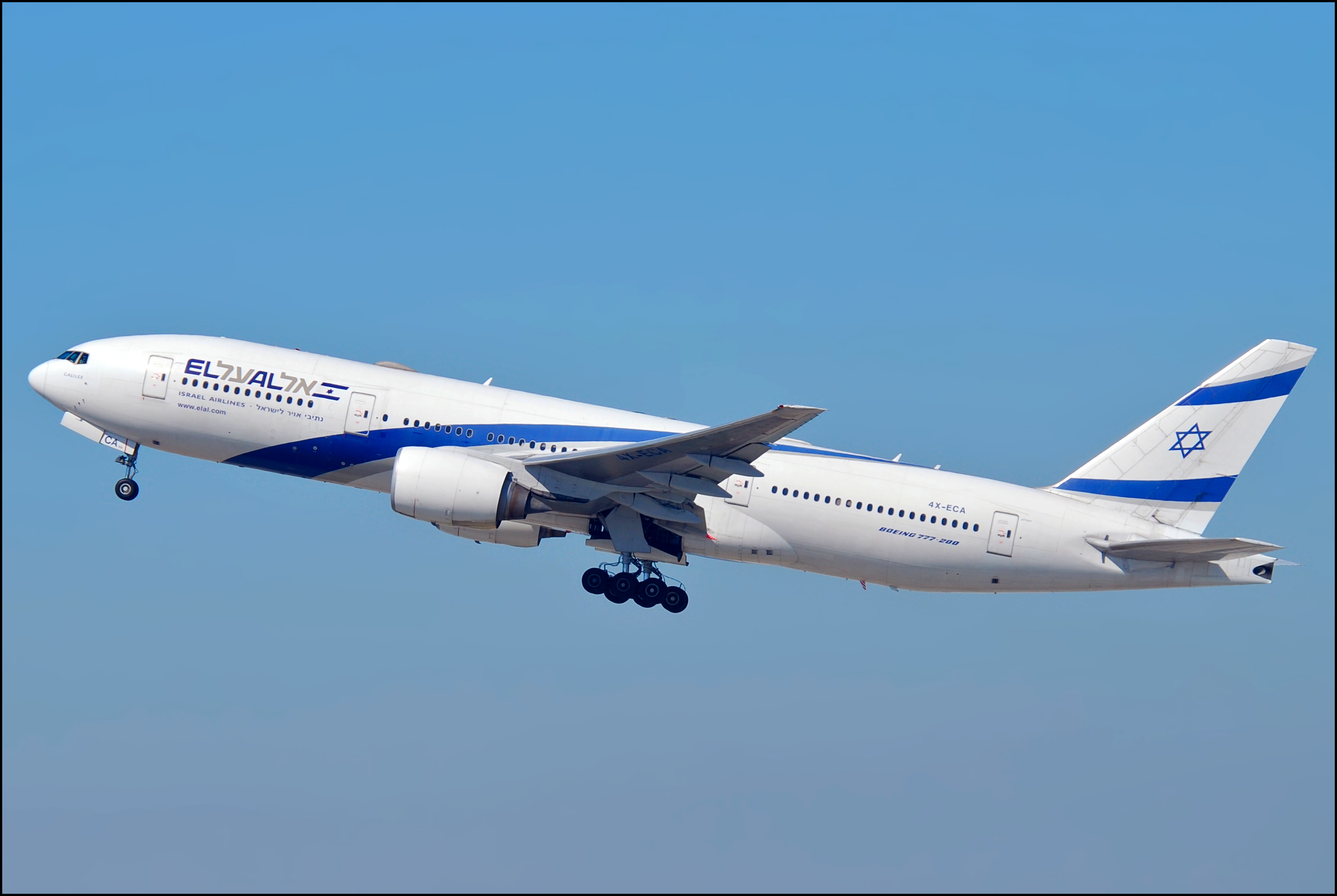
ボーイング777-200ER
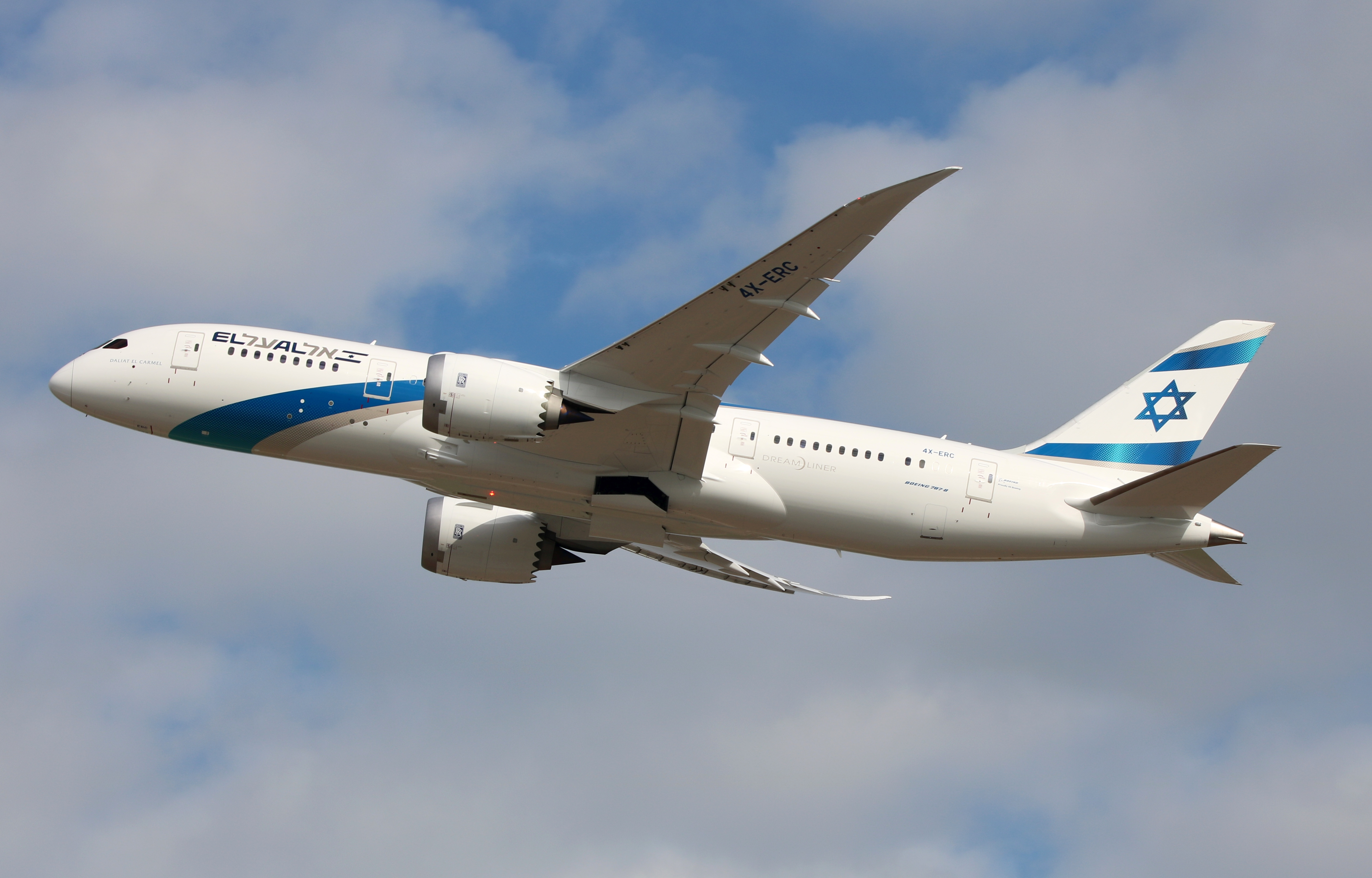
ボーイング787-8
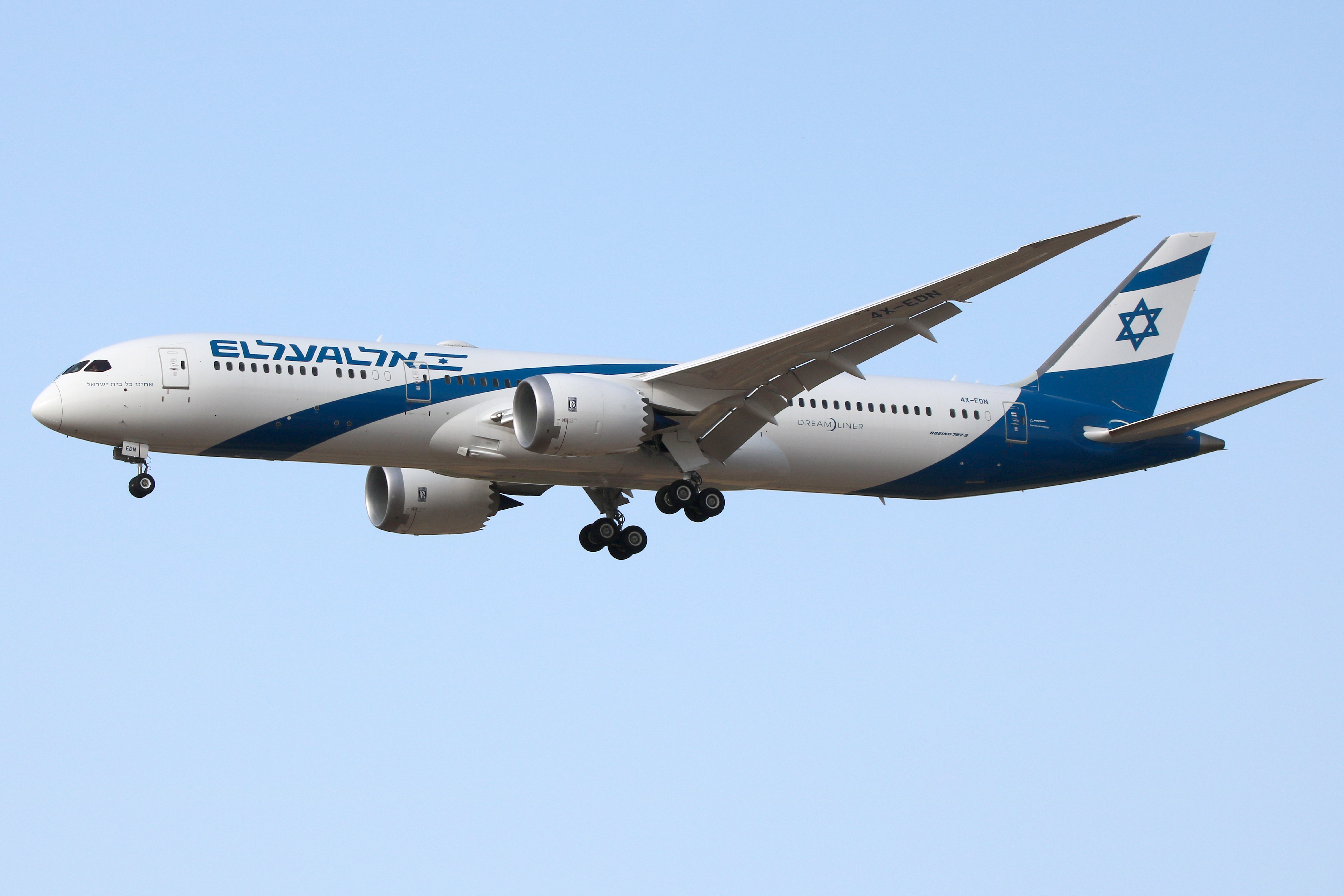
ボーイング787-9（新塗装）
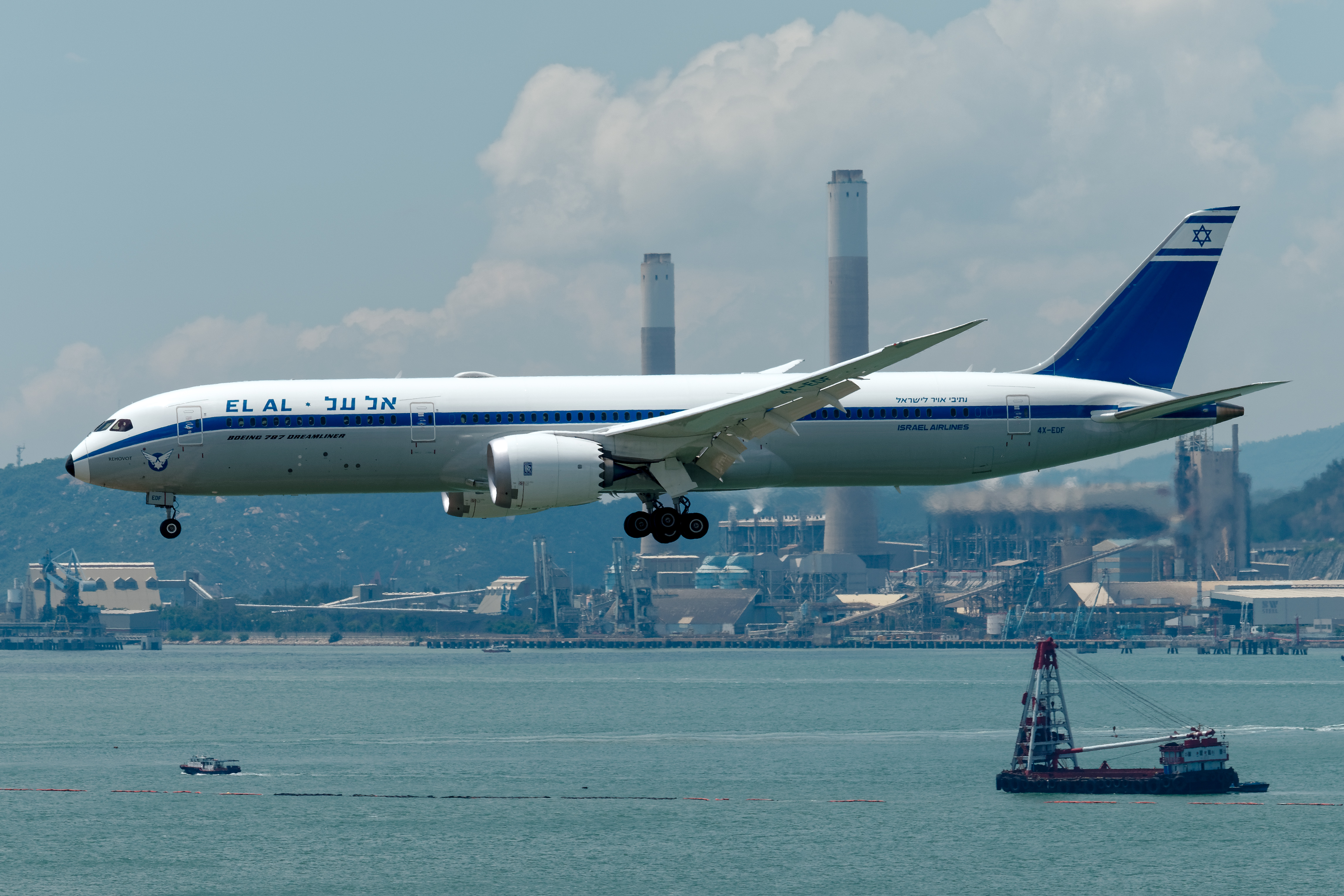
ボーイング787-9（設立70周年記念復刻塗装）
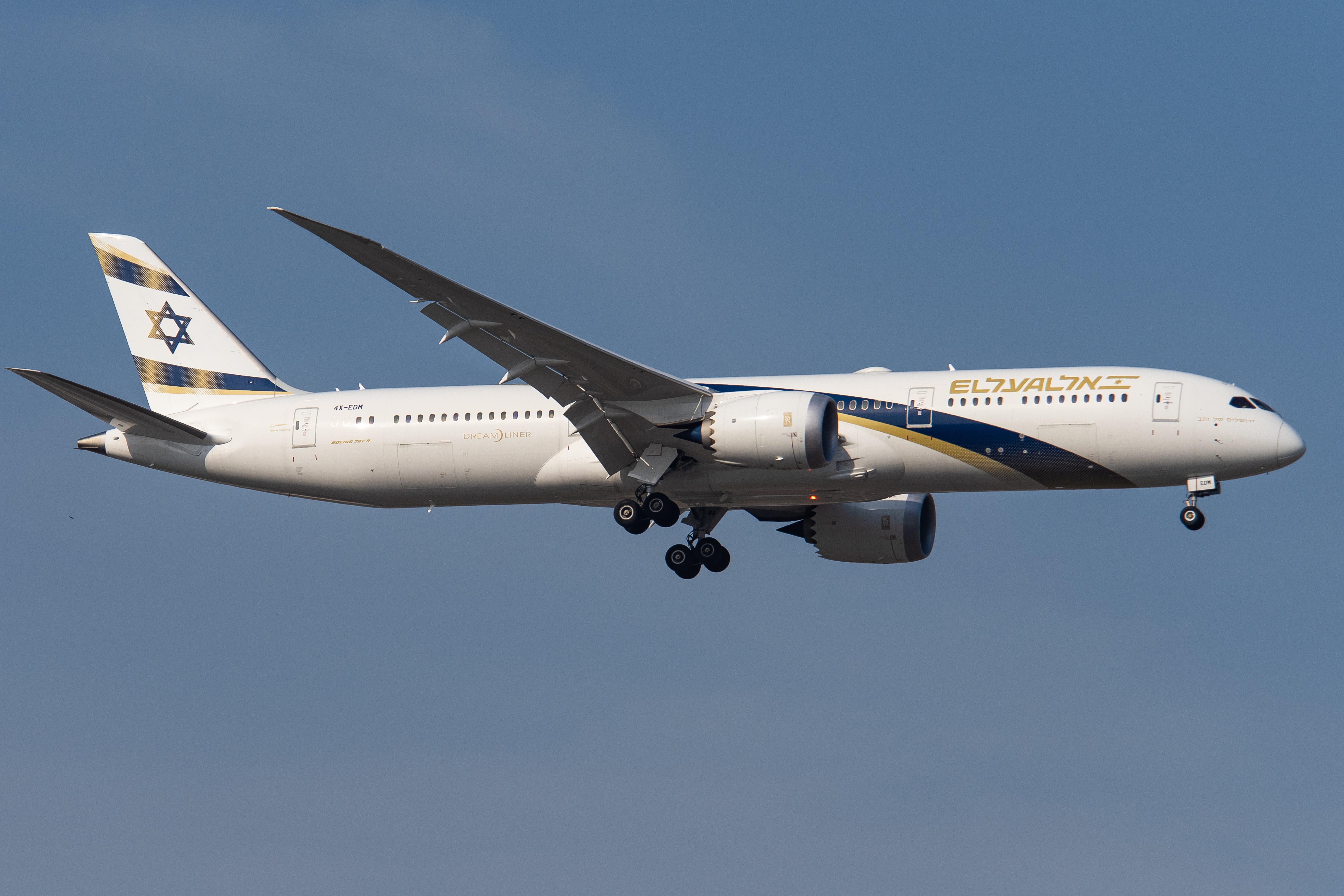
ボーイング787-9（黄金のエルサレム特別塗装）

### 退役済機材
- ブリストル ブリタニア

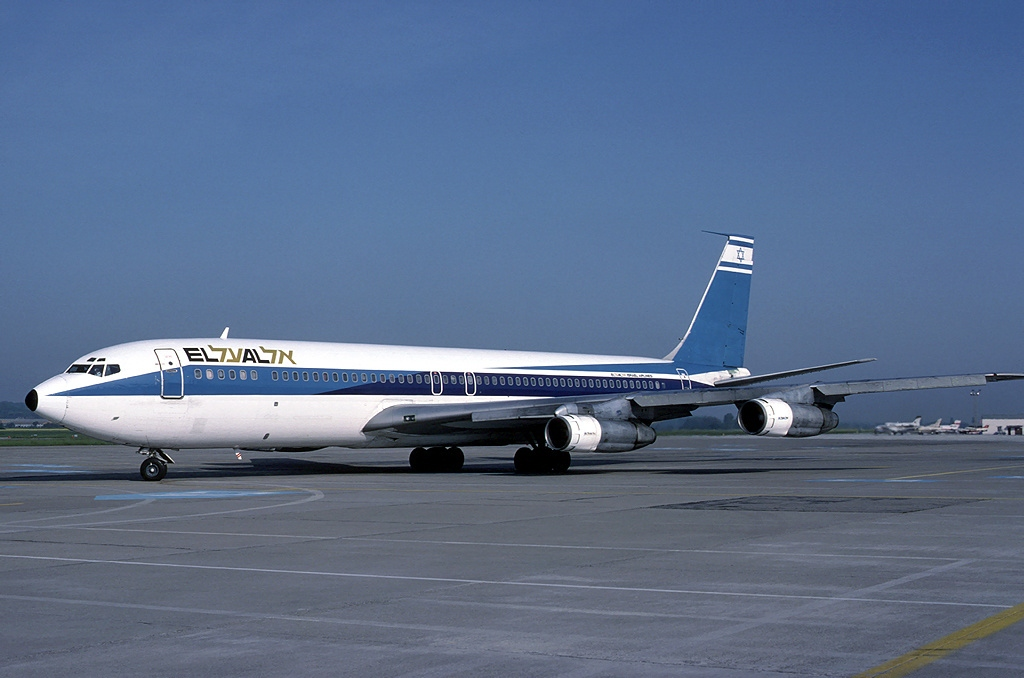
ボーイング707-300C
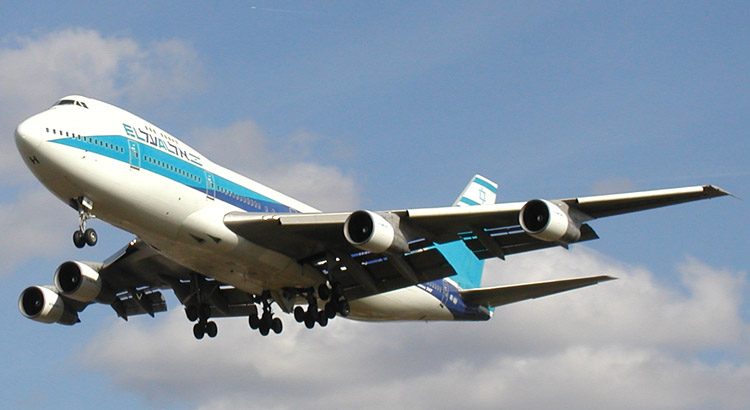
ボーイング720B
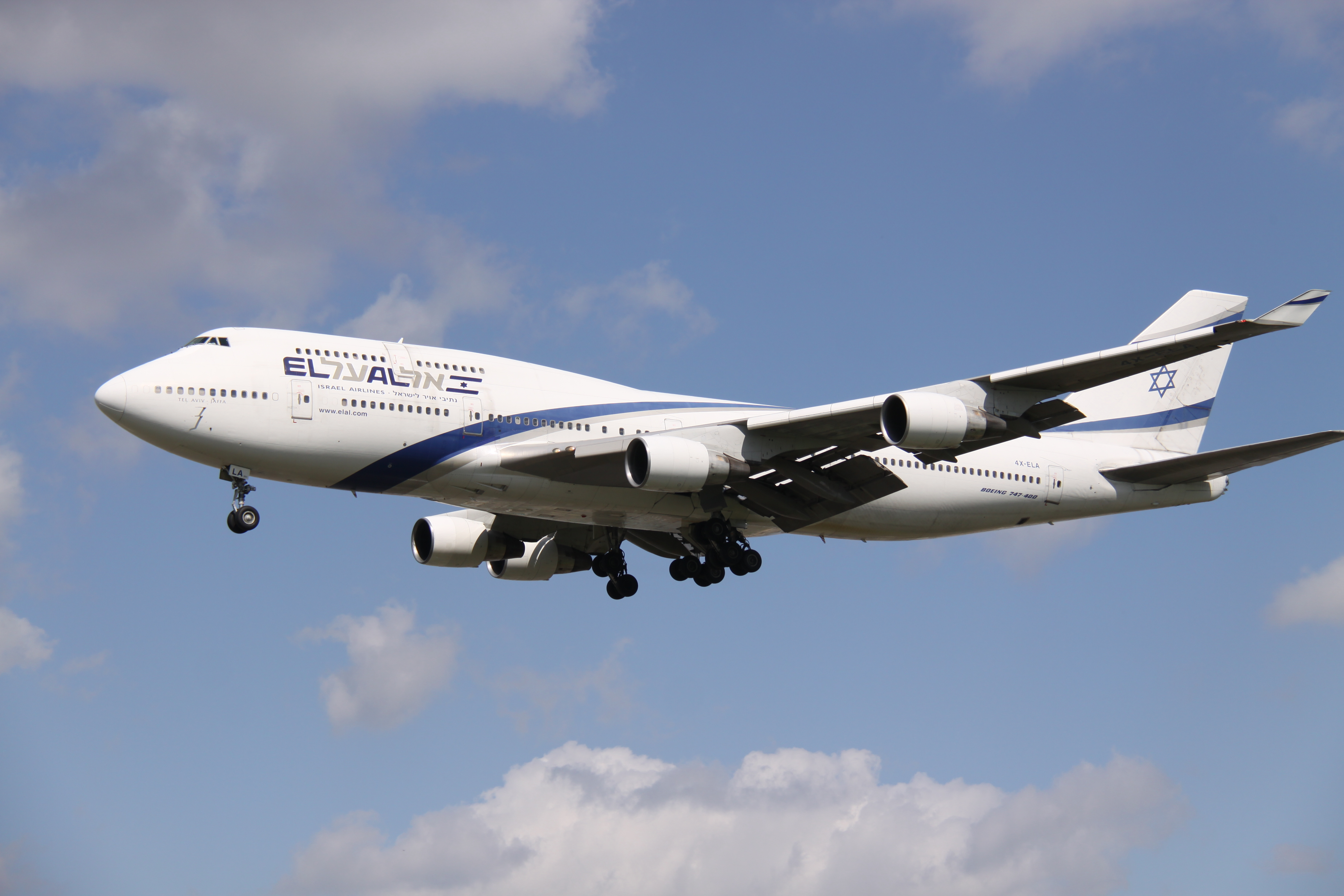
ボーイング737-200/-700
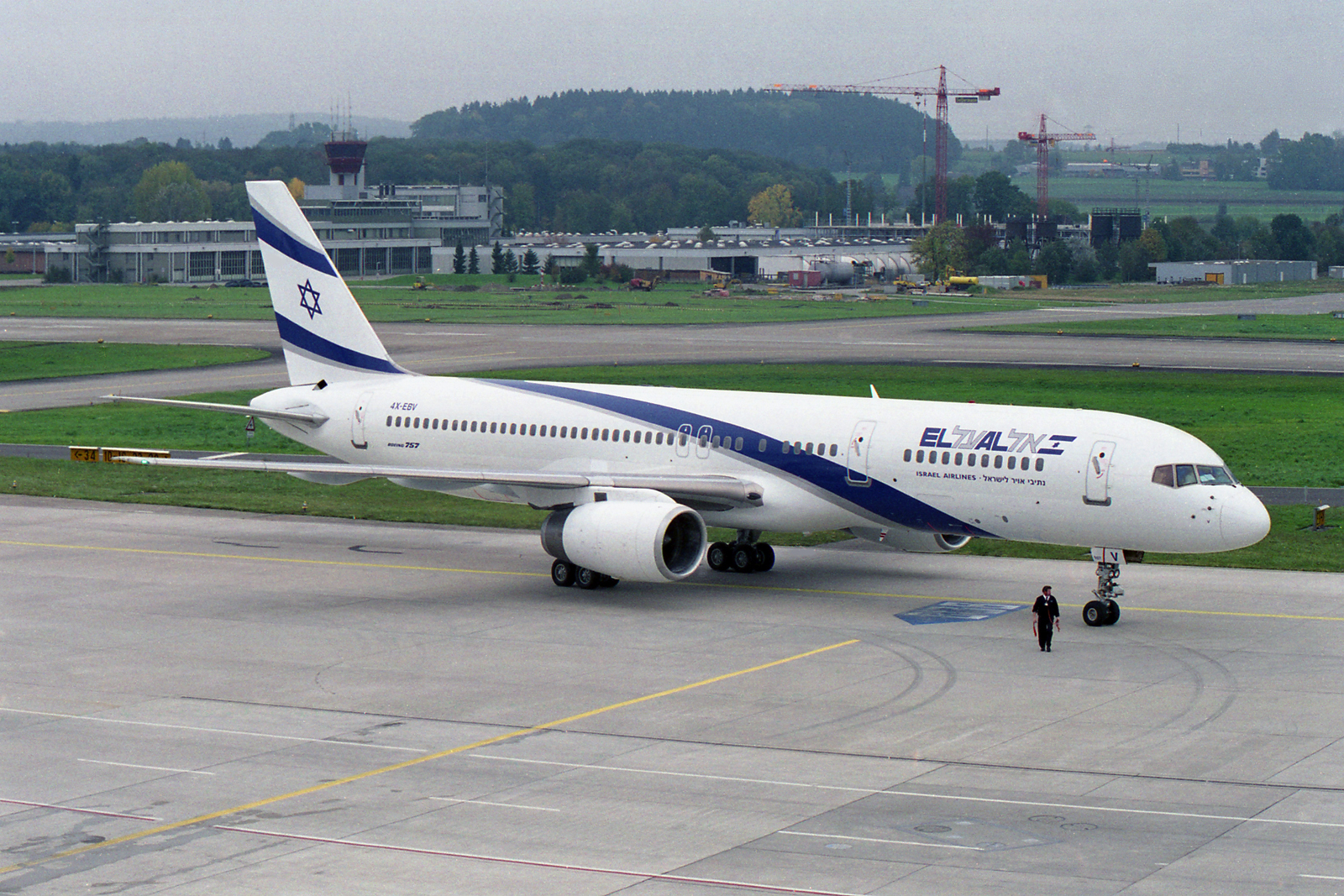
ボーイング757-200
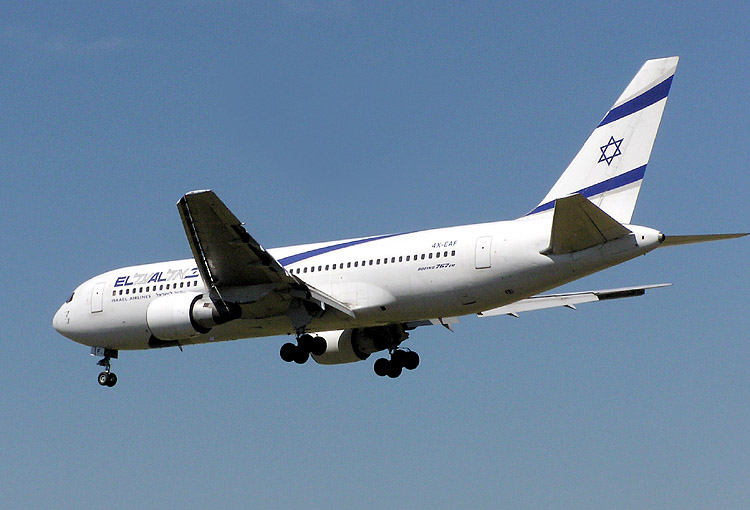
ボーイング767-200/200ER/300ER
- ボーイング747-100/-100F/-200B/-200C/-200F
- ボーイング747-400
- ダグラスDC-4
- カーチス C-46 コマンドー
- マクドネル・ダグラスMD-11
- ロッキード コンステレーション

- ボーイング707-300C
- ボーイング747-200
- ボーイング747-400
- ボーイング757-200
- ボーイング767-200ER

## 就航路線
オーストラリアを除く全ての大陸に乗り入れている。イスラエル周辺のいくつかの対立するアラブ諸国からは領空通過を拒否されているため、これらの国を避けるように航路がとられている。
イスラエルはいくつかのアラブ諸国と対立しているが、国交のあるエジプトにはフライトがかつてあった（ヨルダンとも国交はあるが、エル・アル機のフライトはない）。イスラエルのフラッグ・キャリアがエジプトに飛ぶことに対する反感も多いことから、この路線（テルアビブ - カイロ線）専用に、機体に国名も社名も書かれていない専用機体を用意し飛ばしていた。2020年8月31日、国交正常化に合意したアラブ首長国連邦との間に初の商用便が運航され、通常は領空通過を拒否しているサウジアラビアも領空通過を初めて許可した。
| エル・アル航空 就航都市 | エル・アル航空 就航都市 | エル・アル航空 就航都市                              | エル・アル航空 就航都市      |
| ----------------------- | ----------------------- | ---------------------------------------------------- | ---------------------------- |
| 国                      | 都市                    | 空港                                                 | 備考                         |
| 西アジア                |                         |                                                      |                              |
| イスラエル              | テルアビブ              | ベン・グリオン国際空港                               | メインハブ空港               |
| イスラエル              | エイラート              | エイラート空港                                       | 国内線ハブ空港               |
| イスラエル              | エイラート              | オブダ国際空港                                       | 国内線ハブ空港               |
| 南アジア                |                         |                                                      |                              |
| インド                  | ムンバイ                | チャットラパティー・シヴァージー国際空港             |                              |
| 東南アジア              |                         |                                                      |                              |
| タイ                    | バンコク                | スワンナプーム国際空港                               |                              |
| 東アジア                |                         |                                                      |                              |
| 日本                    | 東京                    | 成田国際空港                                         |                              |
| 中国                    | 北京                    | 北京首都国際空港                                     |                              |
| 香港                    | 香港                    | 香港国際空港                                         |                              |
| 南部アフリカ            |                         |                                                      |                              |
| 南アフリカ共和国        | ヨハネスブルグ          | ヨハネスブルグ国際空港                               |                              |
| ヨーロッパ              |                         |                                                      |                              |
| オーストリア            | ウィーン                | ウィーン国際空港                                     |                              |
| ベルギー                | ブリュッセル            | ブリュッセル国際空港                                 |                              |
| ブルガリア              | ソフィア                | ソフィア空港                                         |                              |
| キプロス                | ラルナカ                | ラルナカ国際空港                                     |                              |
| チェコ                  | プラハ                  | ヴァーツラフ・ハヴェル・プラハ国際空港               |                              |
| フランス                | パリ                    | シャルル・ド・ゴール国際空港                         |                              |
| フランス                | マルセイユ              | マルセイユ・プロヴァンス空港                         |                              |
| ドイツ                  | ベルリン                | ベルリン・シェーネフェルト国際空港                   |                              |
| ドイツ                  | フランクフルト          | フランクフルト空港                                   |                              |
| ドイツ                  | ミュンヘン              | ミュンヘン国際空港                                   |                              |
| ギリシャ                | アテネ                  | アテネ国際空港                                       |                              |
| ハンガリー              | ブダペスト              | リスト・フェレンツ国際空港                           |                              |
| イタリア                | ミラノ                  | ミラノ・マルペンサ国際空港                           |                              |
| イタリア                | ローマ                  | フィウミチーノ空港                                   |                              |
| イタリア                | ヴェネツィア            | ヴェネツィア・テッセラ空港                           |                              |
| オランダ                | アムステルダム          | アムステルダム・スキポール空港                       |                              |
| ポーランド              | ワルシャワ              | ワルシャワ・フレデリック・ショパン空港               |                              |
| ポーランド              | クラクフ                | バリツェ空港                                         |                              |
| ルーマニア              | ブカレスト              | アンリ・コアンダ国際空港                             |                              |
| ロシア                  | モスクワ                | ドモジェドヴォ空港                                   |                              |
| ロシア                  | サンクトペテルブルク    | プルコヴォ空港                                       |                              |
| ロシア                  | ソチ                    | ソチ国際空港                                         | 2025年9月3日より運航開始予定 |
| スペイン                | マドリード              | アドルフォ・スアレス・マドリード＝バラハス空港       |                              |
| スペイン                | バルセロナ              | バルセロナ＝エル・プラット空港                       |                              |
| スイス                  | ジュネーヴ              | ジュネーヴ空港                                       |                              |
| スイス                  | チューリッヒ            | チューリッヒ空港                                     |                              |
| ウクライナ              | キーウ                  | ボルィースピリ国際空港                               |                              |
| イギリス                | ロンドン                | ロンドン・ヒースロー空港                             |                              |
| イギリス                | ロンドン                | ロンドン・ルートン空港                               |                              |
| 北アメリカ              |                         |                                                      |                              |
| アメリカ合衆国          | ニューヨーク            | ジョン・F・ケネディ国際空港                          |                              |
| アメリカ合衆国          | ニューアーク            | ニューアーク・リバティー国際空港                     |                              |
| アメリカ合衆国          | マイアミ                | マイアミ国際空港                                     |                              |
| アメリカ合衆国          | ロサンゼルス            | ロサンゼルス国際空港                                 |                              |
| アメリカ合衆国          | サンフランシスコ        | サンフランシスコ国際空港                             |                              |
| アメリカ合衆国          | ラスベガス              | ハリー・リード国際空港                               |                              |
| アメリカ合衆国          | ボストン                | ジェネラル・エドワード・ローレンス・ローガン国際空港 |                              |
| カナダ                  | トロント                | トロント・ピアソン国際空港                           |                              |
| 休・廃止路線            |                         |                                                      |                              |
| ベラルーシ              | ミンスク                | ミンスク第2空港                                      |                              |
| トルコ                  | イスタンブール          | アタテュルク国際空港                                 |                              |
| イラン                  | テヘラン                | メヘラーバード国際空港                               | 1978年撤退                   |
| ブラジル                | サンパウロ              | グアルーリョス国際空港                               | 2011年撤退                   |
| エジプト                | カイロ                  | カイロ国際空港                                       | 2012年撤退                   |

## 日本との関係

### 日本への運航路線
| 便名    | 路線      | 路線       | 機材               | コードシェア    |
| ------- | --------- | ---------- | ------------------ | --------------- |
| LY91/92 | 東京/成田 | テルアビブ | ボーイング787-8/-9 | QF/カンタス航空 |

### 日本との歴史
日本との間では、2国間の航空協定により関西国際空港や東京国際空港の乗り入れが可能となっており、ボーイング767-300ERやボーイング777-200ERなどを使用したチャーター便の乗り入れも行ったことがある。2015年には成田国際空港への乗り入れも可能となったが、その後具体的な乗り入れの検討は行われていなかった。2018年に両国政府が2019年の成田-テルアビブ間のチャーター便就航に向けて協議を進めていると明らかにし、将来の定期便就航の可能性も示唆した。
2019年9月14日から、エル・アル航空の子会社、サンドール国際航空によるチャーター便が運航された。その後、2020年3月11日からエル・アル航空が成田－テルアビブ線をボーイング787-9を使用して週3便で運航開始することを発表した。新型コロナウィルスの感染拡大に伴い複数回延期されたが、2023年3月1日からベン・グリオン国際空港-成田国際空港の直行便が運航を開始した。しかし、パレスチナ情勢の悪化により、2023年冬スケジュールより運休となった。2024年3月6日ベン・グリオン国際空港発の便より運航を再開した。パレスチナ情勢により運航が不安定になり易いのでその都度公式確認が必要である。

## 提携航空会社
エル・アル航空は航空連合には属していないが、個別に各航空会社とコードシェア提携を行っている。
- デルタ航空
- KLMオランダ航空
- ヴァージン・アトランティック航空
- エールフランス
- スカンジナビア航空
- ジェットブルー航空
- アゼルバイジャン航空
- イベリア航空
- S7航空
- エチオピア航空
- アエロメヒコ
- カンタス航空
- アルゼンチン航空
- TAPポルトガル航空
- バンコク・エアウェイズ
- タイ国際航空
- 香港航空
- ベトナム航空
- LOTポーランド航空
- エティハド航空
- ロイヤル・エア・モロッコ
- アメリカン航空
- 全日本空輸

## エピソード

### アイヒマン逮捕
ドイツの親衛隊の元中佐で、ユダヤ人の組織的虐殺の歯車として働き、数百万の人々を強制収容所へ移送するにあたり指揮的役割を執ったアドルフ・アイヒマンを、モサドの工作員がアルゼンチン国内で拘束しイスラエルに連行する際、エル・アル航空のブリストル ブリタニア機が利用された。
同機はアルゼンチン独立記念日の式典に参加したイスラエル政府関係者の為に運行していたものであった。出国の際に彼は、酒をしみこませたエル・アル航空の客室乗務員の制服を着させられた上に薬で眠らされ、「昨晩から酒に酔って寝込んだデッドヘッド要員」として、アルゼンチンの税関職員の目をごまかしたという。
同機は当初ブラジルのサンパウロ郊外にあるヴィラコッポス国際空港を経由して、同空港で給油する予定だったが、もしアイヒマンが搭乗していることが知られた場合、元ドイツ軍人やナチス党員の戦犯容疑者を含むドイツ系移民が多く、しかも彼らが一定の影響力を持つブラジル政府により、離陸が差し止められる危険性があったことから、セネガルのダカールまで長距離飛行を強いられ無給油飛行を行うなど、移送には細心の注意が図られた。

### 1フライト輸送最大人数記録
1991年5月に実行された「ソロモン作戦」において、エチオピアからユダヤ人を脱出させる際に使用された航空機のうち、ボーイング747の1機が、全てのギャレーと4箇所のラバトリーを除いて全て撤去した上で760席の座席を設けた特別仕様により使用された。さらに、座席の肘掛を全て跳ね上げることにより、より着席人数を多く確保できるようにしていた。この作戦で実際に搭乗したのは1087人（このうち3人は機内で誕生した新生児）で、これは1フライトで輸送した人数としては最大の人数である。

## 事故とハイジャック

### ハイジャック
- 1968年7月23日、ロンドン発ローマ経由テルアビブ行きの426便がローマを離陸した直後にパレスチナ解放人民戦線（PFLP）のテロリストにハイジャックされた。エル・アルのハイジャックが成功した唯一の事例で、その後、エル・アルの対ハイジャック対策が向上する（エル・アル航空426便ハイジャック事件）。
- 1969年1月、チューリッヒ発テルアビブ行きの707便がPFLPのテロリストにハイジャックされた。しかし、搭乗していたスカイマーシャルが1人を射殺、残りの犯人も逮捕され、世界を驚かせた。
- PFLP旅客機同時ハイジャック事件 - 1970年9月、PFLPが起こした航空機の同時ハイジャック事件。ハイジャックされた5機のうち、1機はテルアビブ発アムステルダム経由ニューヨーク行きの219便であったが、ハイジャックの実行に当たったテロリスト2名の行動が稚拙で、事前に一部の乗客や客室乗務員らに察知された上、客室乗務員から通報されたスカイマーシャルが1名を射殺し、残る1名も銃撃戦の末乗客や乗員らによって取り押さえられたことから、完全な失敗に終わった。

## その他
当時、設立10年に満たなかった、同航空会社の知名度を飛躍的に高めた一因として、1957年に出稿された、一面に映った海面の右側を破き、その余白部に「Starting Dec. 23, The Atlantic Ocean Will Be 20% Smaller.（12月23日の到来と共に、大西洋が20%小さくなります）」との広告文案を書き込んだ、ジェット機就航の広告がある。この広告の制作を請け負ったのが、フォルクスワーゲン・ビートルの広告クリエイティヴで、その名を知られることになる、ドイル・デーン・バーンバックである。

## 事故
- エル・アル航空1862便墜落事故